# 坎波拉戈 (查科省)
26°48′S 60°50′W / 26.800°S 60.833°W
坎波拉戈（西班牙語：Campo Largo），是阿根廷的城鎮，位於該國北部查科省，是獨立縣的首府，處於雷西斯滕西亞西北面197公里，該城鎮海拔高度104米，2001年人口7,980。